# Sabine Baeß
Sabine Baeß (Dresda, 15 marzo 1961) è un'ex pattinatrice artistica su ghiaccio tedesca, specializzata nel pattinaggio artistico su ghiaccio a coppie.

## Palmarès
Coppie con Tassilo Thierbach
| Evento                             | 1975-76 | 1976-77 | 1977-78 | 1978-79 | 1979-80 | 1980-81 | 1981-82 | 1982-83 | 1983-84 |
| ---------------------------------- | ------- | ------- | ------- | ------- | ------- | ------- | ------- | ------- | ------- |
| Giochi olimpici invernali          |         |         |         |         | 6°      |         |         |         | 4°      |
| Campionati mondiali                |         |         | 5°      | 3°      | 4°      | 2°      | 1°      | 2°      | 3°      |
| Campionati europei                 |         | 5°      | 4°      | 3°      | 4°      |         | 1°      | 1°      | 2°      |
| Blue Swords                        |         |         | 2°      | 1°      | 1°      |         |         |         |         |
| Golden Spin                        |         |         | 1°      | 1°      |         |         |         |         |         |
| Skate America                      |         |         |         |         | 1°      |         |         |         |         |
| Nazionali                          |         |         |         |         |         |         |         |         |         |
| Campionati della Germania dell'Est | 3°      | 3°      | 2°      | 1°      | 1°      |         | 1°      | 1°      | 1°      |